# Foveola radialis

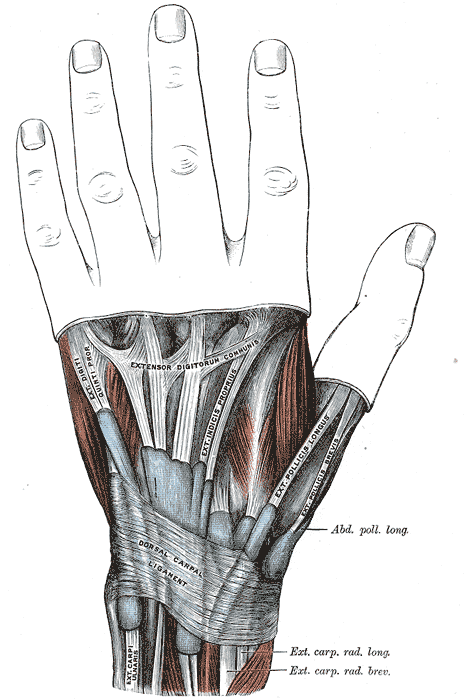
Anatomische Zeichnung

Die Foveola radialis (lat.: der Speiche zugehöriges Grübchen) ist eine dreieckige, längliche Vertiefung auf der Daumenseite der Handwurzel. Sie tritt besonders deutlich hervor, wenn alle Finger gestreckt und der Daumen abgespreizt werden. Schnupfer geben den Schnupftabak portionsweise in das Speichengrübchen, von wo aus er gut in die Nase inhaliert werden kann. Daher wird das Speichengrübchen auch als Tabatière (frz. Schnupftabakdose) bezeichnet.

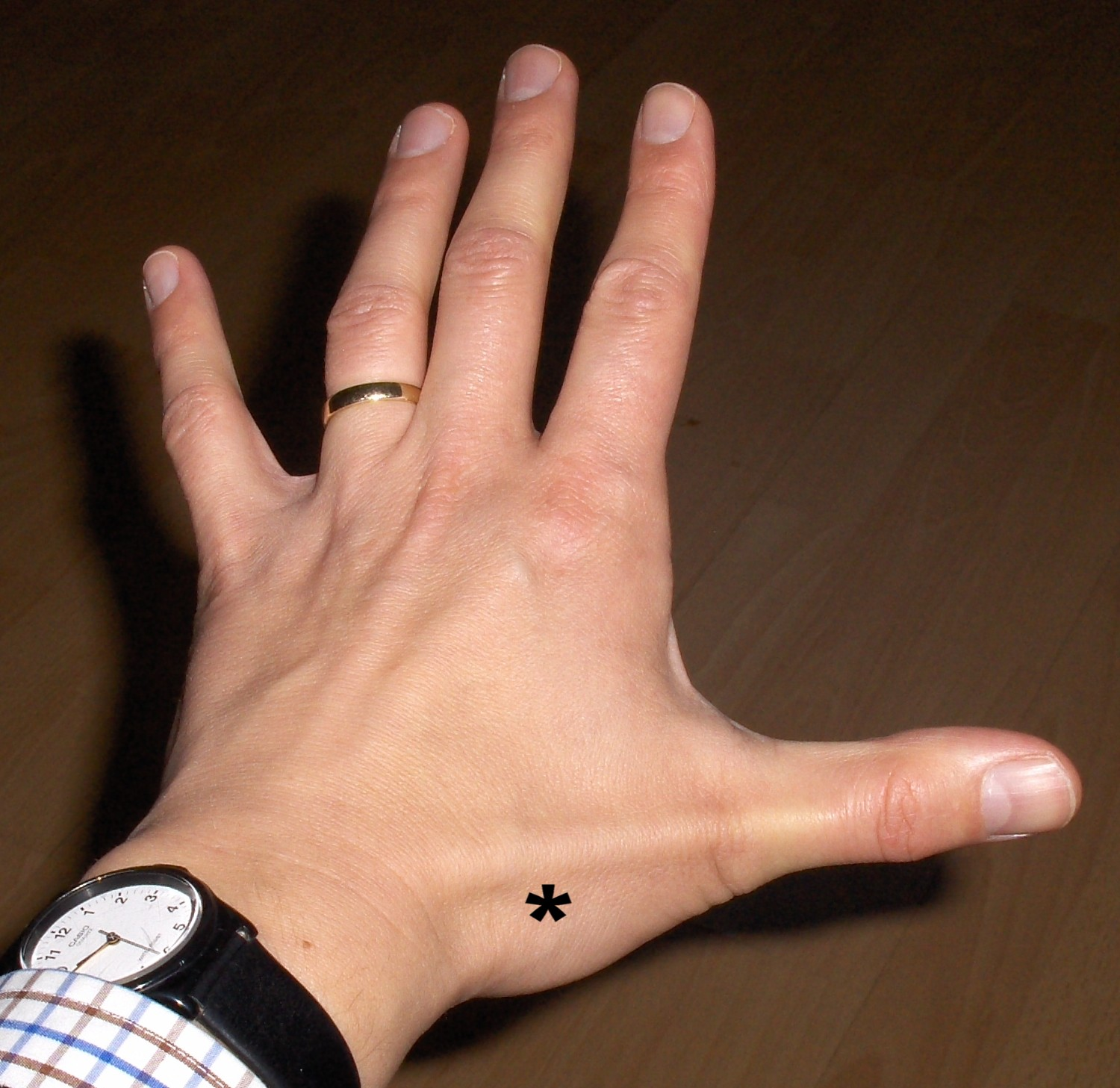
Linke Hand, Tabatière mit * markiert

Weitere Synonyme sind Speichengrübchen, Schnupftabakgrube, Fovea radialis, Fossa radialis, Fossula radialis, Fossa radialis manus, Tabatière anatomique und Fossa Tabatière.
Die anatomische Begrenzung erfolgt an den Längsseiten durch Sehnen von Daumenmuskeln (Musculus abductor pollicis longus = langer Daumenabspreizer, Musculus extensor pollicis brevis = kurzer Daumenstrecker und Musculus extensor pollicis longus = langer Daumenstrecker). Das armseitige Ende (proximale Begrenzung) wird vom Retinaculum extensorum (ein festes Band zur Führung der Sehnen der Fingerstreckermuskeln) gebildet. Der Boden besteht aus dem Os scaphoideum (= Kahnbein) und der seitlichen (lateralen) Kante des Radius, Processus styloideus radii. Durch die Tabatière verläuft die Arteria radialis (Speichenarterie), deren Puls hier meist gut tastbar ist. Des Weiteren findet man, weiter oberflächlich gelegen, einen oberflächlichen Ast des Nervus radialis (Ramus superficialis nervi radialis), der für die sensible Innervation der Haut an der Daumenseite des Handrückens zuständig ist.